# Меча (село)
Меча — село в Кишертском районе Пермского края России, входит в состав Осинцевского сельского поселения.

## История
Поселение возникло при Мечинском (Мечкинском) винокуренном заводе (винокурне), основанном в 1712 г. и работавшем до нач. 19 в. (завод производил из ржаной муки хлебное вино). Название дано по р. Меча. В его основе лежит, скорее всего, личное имя татарина Мичикая Токмометова (он жил здесь в кон. 17 в.), искаженное русскими поселенцами. Другой вариант наименования — Мечинский (Мечкинский) завод. Селом Меча официально никогда не была. В 1917 г. здесь организовали молочно-сыроваренную артель, позднее появилась кулеткацкая промартель (она просуществовала до 1937 г.). В 1929 г. создан колхоз «Путь к социализму», который 4 марта 1951 г. был укрупнен (слились три сельхозартели) и получил новое название — «Путь к коммунизму». В результате объединения колхозов «Путь к коммунизму» и «Заря» 1 марта 1963 г. появилась сельхозартель «Луч».
До января 2006 года административный центр Мечинского сельского совета.
До 2013 года — административный центр Мечинского сельского поселения.
18 апреля 2013 года Мечинское и Осинцевское сельские поселения объединены в Осинцевское сельское поселение

## Население
| 2000 | 2004 | 2008 | 2010 | 2011 | 2012 | 2015 |
| ---- | ---- | ---- | ---- | ---- | ---- | ---- |
| 497  | ↘455 | ↘452 | ↘389 | ↘388 | ↗445 | ↘429 |
| 2016 |      |      |      |      |      |      |
| →429 |      |      |      |      |      |      |

## Улицы
- Заречная улица
- Юбилейная улица
- Набережная улица
- улица Труда
- улица Мира

## Инфраструктура
В селе есть начальная школа, детский сад, почта, пекарня, сеть частных магазинов, сельскохозяйственное предприятие «Луч», ФАП, дом культуры, библиотека им. Павленкова.

## Достопримечательности
Расположенный в 1 км от села в долинах рек Сылва и Мечинка Мечинский лес (площадь — 387 га) — особо охраняемая природная территория. Он состоит преимущественно из сосняка, с небольшой примесью ели сибирской, пихты и березы бородавчатой. С 12 янв. 2000 г. Мечинский лес является охраняемым ландшафтом регионального значения.